# Spor o název Makedonie

Severní Makedonie (červeně), Egejská Makedonie v rámci Řecka (zeleně), Makedonské království (červené hranice) a území regionu Makedonie (šedé hranice)

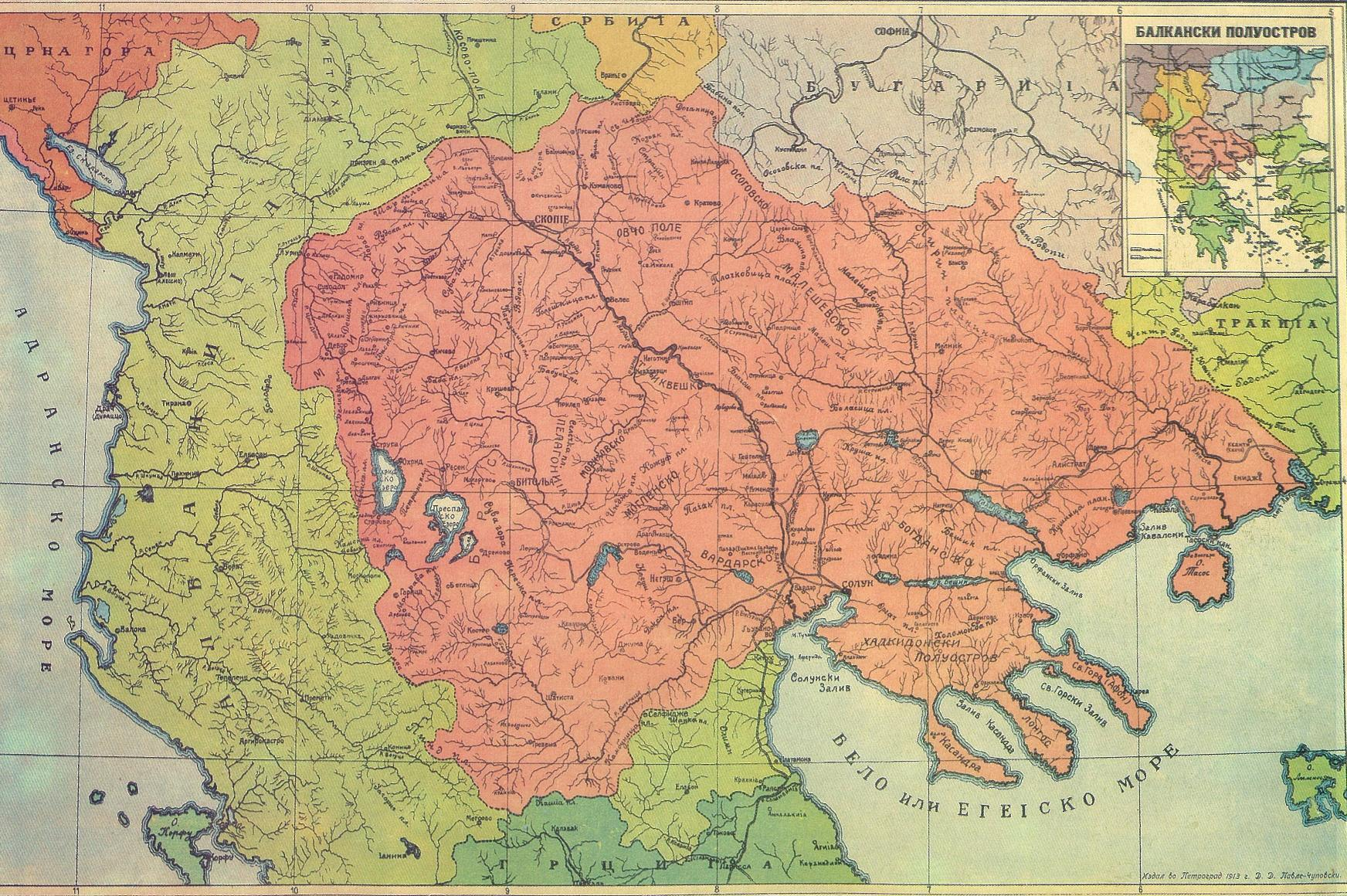
Mapa celé Makedonie z roku 1913

Spor o název Makedonie byl politický spor o užití názvu Makedonie (makedonsky Македонија, řecky Μακεδονία, bulharsky Македония). Spor mezi sebou vedly Republika Makedonie a Řecko. Řecko považovalo název Makedonie za výlučně řecký a politicky zneužitý vládou ve Skopje pro cíle získání celého území regionu Makedonie pod kontrolu jihoslovanského státu. Republika Makedonie tento název považovala za svůj vlastní a odkazovala na vlastní dějiny, kde byl používán. Spor, který probíhal s různou intenzitou od roku 1991, vedl k tomu, že byla Republika Makedonie v roce 1993 přijata do OSN pod kompromisním názvem Bývalá jugoslávská republika Makedonie, makedonsky Поранешна југословенска република Македонија.
Podstata sporu spočívala v tom, zdali jeden stát může používat název pro podstatně širší geografické území (v tomto případě se jedná o území celé historické Makedonie včetně Egejské a Pirinské Makedonie), pokud se jeho území nachází pouze na jeho menší části (pouze tzv. Vardarské Makedonie), která byla po První balkánské válce součástí nejprve Srbska a později Jugoslávie. V Řecku bylo obecně vnímáno užívání názvu Republika Makedonie jako symbol iredentismu a krádeže řecké kultury.[zdroj?] Řecká média používala buď název Bývalá jugoslávská republika Makedonie, případně neutrálnější Republika Skopje. Makedonská média naopak název Bývalá jugoslávská republika Makedonie neužívala a považovala jej za urážlivý,[zdroj?] stejně jako přidávání některých dalších atributů k názvu Makedonie. Uvedený název byl rovněž vnímán jako dočasný do doby, než byl spor vyřešen.
Dne 12. června 2018 bylo dosaženo dohody mezi řeckým premiérem Alexisem Tsiprasem a jeho makedonským protějškem Zoranem Zaevem, podle které bylo přijato jméno „Republika Severní Makedonie“. Dne 30. září 2018 se v Makedonii konalo referendum, ve kterém voliči potvrdili souhlas s dohodou a podporou členství v EU a NATO, i když s volební účastí 37 %. Po ratifikaci dohody oběma stranami vstoupila dohoda v platnost od 12. února 2019.

## Vývoj sporu
V roce 1913 bylo území historické Makedonie rozděleno mezi tři části, které připadly každé jedné z balkánských zemí (Srbsku, Řecku a Bulharsku). Toto rozdělení později pomohlo etnicky homogenizovat obyvatelstvo v rozdělených částech regionu, především v oblasti Egejské Makedonie, kde byl značně posílen řecký etnický prvek. Bulharská část Makedonie byla rovněž integrována kulturně i jazykově do zbytku Bulharska.[zdroj?] Na území Vardarské Makedonie však pokus o srbizaci obyvatelstva mezi dvěma světovými válkami nedopadl úspěšně, region byl do té doby označován především jako jižní Srbsko s odkazem na existenci středověkého srbského státu v dané oblasti. Slovanské obyvatelstvo nebylo z hlediska vlastní národní identity pevně ukotveno, ačkoliv již tehdy existovala řada[zdroj?] kulturních osobností, která prosazovala samostatný makedonský národ a jazyk (např. Krste Misirkov). Odpor k srbské, potažmo jugoslávské správě postupně rostl. Vznik Socialistické republiky Makedonie v rámci socialistické Jugoslávie v závěru druhé světové války a definice makedonského jazyka, písma i národnosti na zasedání ASNOM tento problém nicméně vyřešil.[zdroj?]
Makedonský nacionalismus se na veřejné scéně objevil v letech 1990 a 1991. Jeho představitelé žádali sjednocení všech tří částí Republiky Makedonie tak, jak si je nárokovala královská, a po nějakou dobu i socialistická[zdroj?] Jugoslávie. Kontroverzi vydalo vydání bankovky v hodnotě Jedna Makedonka, která vyobrazovala Bílou věž v Soluni na řeckém území.
Samotný spor o užití názvu Makedonie vypukl na podzim roku 1991, kdy se Socialistická republika Makedonie odtrhla od SFRJ. Národní identita v Republice Makedonii navázala na antické dějiny makedonského království, což bylo v samotném Řecku vnímáno s velkou nelibostí. Makedonie zavedla vlajku s verginským sluncem na červeném pozadí (na modrém pozadí slouží jako vlajka regionu Střední Makedonie v Řecku). Řecká vláda iniciovala rozsáhlou aktivitu na mezinárodní scéně s cílem neuznat název státu. Evropská unie na přelomu let 1991 až 1992 komunikovala do Skopje zprávu, že neuzná stát, který bude mít územní nároky na území svých sousedů a v souladu s řeckým naléháním sdělila, že název státu odkazuje na iredentistické záměry vlády ve Skopje.
Částečné uklidnění sporu bylo realizováno na mezinárodní úrovni. V září 1994 podepsaly v New Yorku obě vlády smlouvu o normalizaci vztahů mezi dvěma státy. V roce 1995 změnila vláda ve Skopje v souladu s touto smlouvou státní vlajku a do ústavy byl výslovně uveden text, kde se země zříká jakýchkoliv územních nároků vůči svým sousedům. Následně Republika Makedonie navázala diplomatické vztahy s Řeckem a Řecko poté zrušilo obchodní embargo, které vedlo se svým severním sousedem. Republika Makedonie byla také přijata do Rady Evropy. V roce 1996 uznala název Republika Makedonie i Svazová republika Jugoslávie (Srbsko a Černá Hora), což vyvolalo znepokojení Řecka.
Sporadicky docházelo k různým drobným sporům ohledně názvu státu i později. Poté, co Republika Makedonie zavedla registrační značky s písmeny MK v modrém poli po vzoru Evropské unie, nutili řečtí pohraničníci makedonské řidiče tyto značky částečně zakrývat.[zdroj?] Rovněž byl také zablokován přístupový proces Republiky Makedonie do NATO a Evropské unie, kde Řecko jako člen obou organizací odmítalo zahájení jednání se svým sousedem, dokud nebude název státu pro Atény přijatelný. Některé země světa uznávají název Republika Makedonie a jiné Bývalá jugoslávská republika Makedonie.

Na počátku roku 2018 byl daný spor opět otevřen ve snaze najít vhodné řešení. Bylo diskutováno o různých názvech, které by mohly být schváleny, jako např. Republika Horní Makedonie (Горња Македонија)[zdroj?], Ilindenská Makedonie (Илинденска Македонија) nebo Republika Nová Makedonie (Нова Македонија), premiéři Alexis Tsipras a Zoran Zaev se však nakonec dne 12. června 2018 shodli na jménu Republika Severní Makedonie (Република Северна Македонија), které bude balkánská země využívat jak navenek, tak i ve vnitřních záležitostech. Souhlasili také s tím, že z ústavy budou odstraněny odkazy na makedonskou menšinu v zahraničí. Makedonský prezident Ǵorǵe Ivanov však ještě téhož dne řekl, že odmítne smlouvu ratifikovat a v parlamentech obou zemí vystoupila proti změně názvu země opozice. I přesto však dne 20. června 2018 makedonský parlament dohodu schválil. Obdobně byla dohoda schválena i v řeckém parlamentu, kde bylo hlasování spojeno s hlasováním o důvěře vlády.
V Makedonii i v Řecku měly být nové názvy schváleny následně v referendu, které se v Makedonii následně uskutečnilo na konci léta 2018. Mezi určitou částí veřejnosti obou zemí vyvolal nový název odpor a vedl k menším protestům. Po schválení názvu byl zahájen integrační proces s Republikou Severní Makedonie o vstupu do EU a NATO.
V lednu 2019 schválil dohodu i řecký parlament.